# Таловский
Таловский — хутор в Новоаннинском районе Волгоградской области Волгоградской области России. Входит в состав Новокиевского сельского поселения. Население 10 человек (2010).

## География
Расположен в северо-западной части области, в лесостепи, в пределах Хопёрско-Бузулукской равнины, являющейся южным окончанием Окско-Донской низменности. Есть пруд.
Уличная сеть состоит из одного географического объекта: ул. Хижняковская/
Абсолютная высота 149 метров над уровнем моря
.

## Население
| 2010 |
| ---- |
| 10   |

Гендерный состав
По данным Всероссийской переписи населения 2010 года в гендерной структуре населения из 10 человек мужчин — 7, женщин — 3 (70,0 и 30,0 % соответственно).
Национальный состав
Согласно результатам переписи 2002 года, в национальной структуре населения
русские составляли 70 % из общей численности населения в 51 человек

## Инфраструктура
Личное подсобное хозяйство.

## Транспорт
Просёлочные дороги.